# William Hale-White
William Hale-White, né le 7 novembre 1857 et mort le 26 février 1949 est un médecin et auteur de biographies médicales britannique. Il est le fils de l'écrivain Mark Rutherford.

## Carrière
Il est nommé médecin-assistant au Guy's Hospital en 1886, médecin ordinaire en 1890 et médecin-consultant à partir de 1917. Au cours de la Première Guerre mondiale, il est colonel dans la RAMC et est fait KBE en 1919.
Il est élu président de la Société Médicale de Londres en 1920, de la Société Royale de Médecine de 1922 à 1924) et de l'Association des Médecins de la Grande-Bretagne et d'Irlande en 1930.

## Famille
Hale-White épouse en 1886  Edith Fripp la fille d'Alfred Downing Fripp et la sœur de Sir Alfred Fripp, chirurgien d'Edward VII et de George V. Ils ont un fils qui devient aussi médecin. Sa femme meurt en 1945 et lui-même décède à son domicile d'Oxford âgé de 91 ans.

## Publications
- Great Doctors of the Nineteenth Century, 1935
- Keats as Doctor and Patient, 1938
- Materia medica, pharmacology and therapeutics (assisted by Arthur Henry Douthwaite), London, Churchill, 1949, 1959, 1963.